# Hyalomma albiparmatum
Hyalomma albiparmatum är en fästingart som beskrevs av Schulze 1919. Hyalomma albiparmatum ingår i släktet Hyalomma och familjen hårda fästingar. Inga underarter finns listade i Catalogue of Life.